# Jarocice
Jarocice – wieś sołecka w Polsce położona w województwie łódzkim, w powiecie sieradzkim, w gminie Burzenin. W latach 1975–1998 miejscowość administracyjnie należała do województwa sieradzkiego. W skład sołectwa wchodzi jeszcze wieś Waszkowskie. Mieszka tu obecnie 167 osób w 73 gospodarstwach.
Wieś położona w odl. 5 km na pd. od Burzenina nad Wartą. Lokowana była w 1322 r. W XIX w. mieszkało tu 204 mieszkańców, w tym 2 wyznania ewangelickiego i 7 mojżeszowego. Była tu karczma i młyn wodny. 
Wieś posiada walory turystyczne: pradolinę Warty, a na wysokiej skarpie schrony niemieckie z 1944 r. We wsi kapliczka postawiona w 1953 r. w związku z legendą, iż we wsi podczas pełni księżyca błąkało się widmo żołnierza niemieckiego poległego tu w czasie I wojny światowej. Od czasu wystawienia kapliczki widmo przestało się pojawiać.
W miejscowości działa stowarzyszenie Ochotniczej straży pożarnej, które liczy obecnie 24 członków.